# 6 Angels
6 Angels (シックス・エンジェルズ) é um filme anime de ficção-científica e ação lançado em 2002 e dirigido por Makoto Kobayashi. Lançado inicialmente na web como seis episódios separados, eles foram unidos formando este filme de 100 minutos.

## Sinopse
O filme se passa em um futuro próximo no subsolo de uma prisão, do tipo abrigo nuclear, conhecido como Neo Purgatory.
Nesta prisão os personagens principais são mulheres mercenárias que agem como guardas fazendo patrulha, e são conhecidas como "Guardas de Rosa".
Os prisioneiros, muitos deles vítimas de mutações causadas pela radiação, são deixados por si mesmos. Mas um criminoso conhecido como Donn Canyon e sua família tomam posse da prisão e declaram guerra contra o mundo ao conseguirem o controle da plataforma de mísseis nuclear americana. O objetivo é purificar o mundo com a radiação através de um holocausto nuclear.
Depois de uma tentativa dos Estados Unidos e da União Soviética para atacar a prisão as Guardas de Rosa são contactadas e passam a ser agentes infiltrados com o objetivo de destruir a família Canyon e preservar a paz mundial.